# Дело о сбросе оружия над округом Пурулия
Дело о сбросе оружия над округом Пурулия — уголовное дело в Индии о сбросе оружия с парашютом с самолёта над округом Пурулия в штате Западная Бенгалия в декабре 1995 года.

## Сброс оружия
В 1995 году с Питером Бличем, бывшим британским военным, занимавшимся торговлей оружием, связался датчанин, представившийся как Ким Дэви. Он попросил доставить партию автоматов Калашникова и другого оружия в индийский штат Западная Бенгалия.
По утверждениям Питера Блича, поняв, что речь идёт о незаконной сделке, он сообщил об этом  британской службе экспортного контроля и полиции, после чего ему якобы посоветовали продолжить участие в операции по поставке оружия, чтобы разоблачить контрабандистов. Однако британская полиция затем утверждала, что Бличу посоветовали отказаться от участия в сделке. 
Для доставки оружия в Индию Питер Блич приобрёл самолёт Ан-26 у латвийской авиакомпании. Командиром самолета был Александр Клишин, вторым пилотом — Олегом Гайдаш, бортинженером — Игорь Тиммерман, штурманом — Игорь Москвитин, оператором груза — Евгений Антименко. Все они проживали в Латвии. 17 декабря 1995 года самолёт с грузом оружия, а также Питером Бличем и «Кимом Дэви» на борту вылетел из Болгарии и направился в Индию. Груз оружия включал 77 ящиков с 300 автоматами Калашникова, 15 пистолетами Макарова, двумя снайперскими винтовками, 10 гранатомётами, а также противотанковыми гранатами, противопехотными минами, биноклями ночного видения и 25 000 патронами.
Самолет ненадолго приземлился в Варанаси, а затем продолжил полёт. Около полуночи над округом Пурулия люк самолета открылся, и поддоны с оружием были сброшены с парашютами, а самолёт полетел дальше и приземлился на таиландском острове Пхукет. Из-за ошибки лётчиков поддоны с оружием приземлились посреди деревни, и местные жители сообщили об этом властям. Через четыре дня самолёт с Питером Бличем и «Кимом Дэви» вылетел обратно и вновь вошёл в воздушное пространство Индии. Там его встретили индийские истребители, которые заставили его приземлиться в Бомбее. Питер Блич и лётчики были арестованы, но «Ким Дэви» каким-то образом сумел скрыться.

## Судебный процесс и последующие события
Лётчики отрицали свою вину, утверждая, что не знали о характере груза, а оружие сбросили из-за угроз Питера Блича и «Кима Дэви». Питер Блич также отрицал свою вину, утверждая, что он думал, что участвует в операции по разоблачению контрабандистов. 2 февраля 2000 года индийский суд оправдал летчиков по статьям 121, 122 Уголовного кодекса Индии (ведение войны против Индии и пособничество в совершении государственных преступлений), но признал их виновными по статье 121-А (сговор с целью свержения правительства Индии), а также по нескольким другим статьям. Все пять членов экипажа были приговорены к пожизненному тюремному заключению и крупному денежному штрафу. Питер Блич также был приговорён к пожизненному заключению.
Состояние здоровья лётчиков в индийской тюрьме ухудшилось: Москвитин заболел туберкулезом, у Антименко было два сердечных приступа. Лётчики приняли российское гражданство, и российские власти стали бороться за их освобождение, президент России Владимир Путин официально обращался по их делу к индийским лидерам. 22 июля 2000 года президент Индии помиловал лётчиков, и они были освобождены.
Британские власти добивались освобождения Питера Блича. 4 февраля 2004 года он также был освобождён в порядке помилования.
«Ким Дэви», настоящее имя которого было Нильс Холк, был арестован в Дании в апреле 2010 года по запросу индийских властей. Однако датский суд отказал в его выдаче Индии на том основании, что он мог подвергнуться в Индии жестокому обращению.
Предполагалось, что сброшенное над округом Пурулия оружие предназначалось «социально-духовному движению» Ананда Марга, с которым был связан Нильс Холк. 
Нильс Холк утверждал, что сброс оружия был провокацией индийских властей, направленной на то, чтобы создать ситуацию, при которой в Западной Бенгалии будет введено прямое президентское правление и будет отстранено от власти левое правительство штата.